# Ernest Onimus
Nicolas Joseph Ernest Onimus (aussi connu comme le Dr Onimus), né  le 6 décembre 1840 à Bantzenheim et mort le 5 mars 1915 à Cap-d'Ail, est un médecin français. Ses recherches sur les possibilités de l'électrothérapie ont été couronnées du prix Montyon (1875).

## Biographie
Issu d'une famille de grands propriétaires fonciers, il étudia la médecine à la faculté de médecine Nancy et poursuivit ses études à la faculté de médecine de Paris jusqu'en 1866. Il s'intéressait particulièrement à la physiologie et au galvanisme. Franc-maçon et initié de la loge « l’Avenir », il rejoignit les rangs des blanquistes. Sous le Second Empire, il compte au nombre des rédacteurs du journal Candide.
Durant le siège de Paris par les prussiens, il faisait partie de la Commission centrale d’hygiène et de salubrité. Il ne fut vraisemblablement pas inquiété à la chute de la Commune de Paris, puisqu’en 1872 son cabinet se situait rue de Lille.
En 1908, il fait don d'un de ses terrains pour la construction de l'église Notre-Dame-du-Cap-Fleuri à Cap-d'Ail où il prend sa retraite.